# Налоговый грабёж
Налоговый грабёж — термин, используемый противниками налогообложения и выражающий мнение, согласно которому правительство нарушает право собственности путём принудительного взимания налогов. Большинство анархистов-индивидуалистов, либертарианцев и объективистов рассматривают налогообложение как нарушение правительством принципа ненападения. Классический мысленный эксперимент «Как много людей?» ставит проблему определения размера и характеристик группы, которая имеет этическое право облагать налогом. Лев Толстой писал:
- Всякий вор знает, что воровство нехорошо... что воровство безнравственно,  - со спокойной, самоуверенной, все той же, несколько презрительной улыбкой... сказал Игнатий Никифорович.
- Нет, не знает; ему говорят:  не воруй,  а он видит и знает,  что... правительство со всеми своими чиновниками, в виде податей, обкрадывает его не переставая.

- Это уже и анархизм, - спокойно определил Игнатий Никифорович...
Мюррей Ротбард в «Этике Свободы» утверждает, что так как налогообложение — это грабёж, то, соответственно, сопротивление налогообложению легитимно: «Так как никто морально не обязан честно отвечать грабителю, когда он спрашивает, есть ли в чьём-то доме ценные вещи, то никто не обязан честно отвечать и на подобные вопросы, задаваемые государством, когда, например, оно увеличивает налоги».
В сомалийском обычном праве, известном как Хир, налогообложение категорически запрещено.

## Как много людей?
«Как много людей?» — это мысленный эксперимент, который часто используется анархистами в качестве морального аргумента, показывающего, что налогообложение является грабежом. Есть много вариантов, но можно начать, скажем, с примера человека, угоняющего автомобиль, что большинство людей считают неэтичным. Затем история постепенно меняется, грабитель из одного человека превращается в банду из пяти человек; потом в банду из десяти человек, которые решают голосованием (позволяющим жертве голосовать), можно ли угнать машину, прежде чем совершить грабёж; потом в банду из двадцати человек, которые не только решают это голосованием, но и имеют разделение труда; потом в сто человек, которые забирают машину и дают жертве взамен велосипед; в двести человек, которые не только дают жертве велосипед, но ещё и покупают велосипеды бедным людям. Наконец, читателю уже трудно сказать, насколько большой должна быть группа, и какие особенности она должна иметь для того, чтобы безнравственность грабежа стала предполагаемой этикой налогообложения.

## Принудительное налогообложение
Энциклопедия Британника определяет налогообложение как:
Обложение обязательными сборами физических или юридических лиц со стороны правительств
Причина, почему это считается принуждением, состоит в том, что налогообложение нарушает принцип ненападения.
Мюррей Ротбард рассматривает различия между грабителем и государством в своей статье «Миф о нейтральном налогообложении». Он доказывает, что налогообложение агрессивно и насильственно по своей природе. Это показывает, что «нейтральное налогообложение» является оксюмороном. Ротбард начинает статью так:
Целью настоящей работы является изучение природы и последствий фискально нейтрального государства; в исследовании утверждается, что любые действия государства с необходимостью уводят доходы, ресурсы и активы с рынка и, таким образом, миссия поиска возможности нейтрального налогообложения или политики расходов является неосуществимой, а само это понятие - не более чем мифом.
Таким образом, перед правительством стоит моральная проблема двуличности. Вся его добродетельность, как объясняется, основана на принуждении. Также при этом указывается, что правительство на самом деле не производит никакого реального блага. Благая деятельность правительства основана на насилии.
При налогообложении налогоплательщику не даётся выбор, какие услуги ему оплачивать. Некто выбирает от имени налогоплательщика, без учёта его согласия, за какие услуги он будет платить, даже если плательщик не использует эти услуги или выступает против какой-то конкретной услуги. Если бы можно было отследить, на что именно идут деньги налогоплательщиков, налогоплательщик мог бы платить поставщику непосредственно. Однако, помимо логистических трудностей этого предложения, жители страны регулярно пользуются неисключаемыми товарами или услугами, такими, как национальная оборона или инфраструктура. Это обсуждается более подробно в книге Дэвида Остерфельда «„Общественная польза“ и государственное распределение благ: австрийский взгляд»

## Общественный договор
Несмотря на моральное неприятие защиты таких вещей, как рабство, некоторые утверждают, что все люди при рождении наследуют общественный договор со своим государством. Поэтому, как часть этого договора, налогообложение является оправданным, даже если человек никогда не соглашался на договор или не признаёт его. Конституция является примером общественного договора. Теория также считает, что договор устанавливает право государства определять право частного владения собственностью в регионе, на который оно распространяет суверенитет. Иными словами, общественный договор устанавливает право собственности по отношению к собственности во всей стране и понятие частной собственности в этой ситуации является неправильным термином.

## Контраргументы
Одним из контраргументов является то, что налогообложение — это плата за оказанные услуги, и что неплательщик налогов обманывает правительство (и налогоплательщиков, которые несут на себе это бремя), получая что-то просто так и поэтому заслуживает того, чтобы быть наказанным. Это оспаривается тем, что те, кто утверждают, что налогообложение — это грабёж, предполагают справедливость анархо-капиталистического аргумента, что все государственные услуги, включая полицейские и военные услуги могут и должны быть заменены частными предприятиями. Контраргумент о налогах как плате за государственные услуги терпит поражение от факта, что определяющей характеристикой налогообложения является то, что налог может взиматься (и обычно взимается), вне зависимости от того, оказаны услуги или нет, и даже если предполагаемый получатель не согласен с этим и хочет отказаться от предоставления указанных услуг. Кроме того, анархо-капиталистической позицией является то, что не нужно быть защитником общества без налогов, чтобы показать, что вся деятельность правительства может быть заменена частными предприятиями. Эта позиция основана на утверждении, что подавляющее большая часть правительственной деятельности или не является необходимой, или однозначно контрпродуктивна для экономической жизни и благосостояния общества, а остальная часть может быть предоставлена в частном порядке при более высоким качестве и с меньшими затратами.
Другим аргументом в пользу налогообложения является то, что оно исправляет провалы рынка в связи с «внешними эффектами». Также утверждается, что налогообложение это «земельная рента» или компенсация, которая причитается каждому человеческому существу за землю и природные ресурсы, которых они были лишены вследствие преступного захвата другими. Утверждается, что вся собственность происходит из этих добытых нечестным путём средств, и, соответственно, должна выплачиваться компенсация. Таким образом, люди просто получают назад то, что по праву принадлежит им, используя политическую систему для получения налога с других. Данный аргумент, конечно, не отвечает на обвинения аргументации против налогообложения как грабежа, и страдает от дополнительной ошибки, что люди должны облагаться налогом, приобрели ли они свои доходы законно или нет.
Ещё одним контраргументом является то, что собственность — это кража; таким образом, использование правила «находка принадлежит нашедшему» для присвоения не находящейся в собственности собственности является произвольным и несправедливым. Этот аргумент опровергается на том основании, что люди, приводящие этот аргумент, как правило, используют свою или чужую собственность, делая заявление, которое является саморазрушающим суждением вроде высказывания «Я не существую», хотя нужно отметить, что это ложный довод ad hominem. Дополнительная критика к этому аргументу то, что, так как факт кражи предполагает существование собственности, суждение «собственность — это кража» содержит внутреннее противоречие и абсурдное заявление, ещё более абсурдное, чем заявление, что налогообложение (насильственное присвоение чьей-либо собственности) справедливо, хотя здесь используется узкое определение кражи; оно, конечно, предполагает, что между частной и общественной собственностью нет никакого различия.
Другим контраргументом является то, что налогообложение — это часть общественного договора. Если вы имеете свободу эмигрировать, вы также можете свободно решить, хотите ли вы остаться и платить налоги или нет. Многие критики в ответ заявляют, что общественный договор на самом деле не договор, говоря, что они лично не подписывали никакого договора; кроме того, на Земле фактически нет мест, пригодных для человеческой жизни, на которые не претендует одно или несколько государств. Сторонники общественного договора утверждают, что не все договоры должны быть подписаны, как, например, заказ еды в ресторане. Другие критики отвечают, что в то время как подписи на бумаге можно избежать в некоторых типах договоров (например, при совершении покупки), договор, имеющий силу, требует взаимного согласия, состоящий из осознанного согласия и ясно выраженного одобрения всеми сторонами, иначе претензия на договор является мошенничеством или иным образом недействительна.